# Paul Favre-Miville
 (juillet 2015).
Si vous disposez d'ouvrages ou d'articles de référence ou si vous connaissez des sites web de qualité traitant du thème abordé ici, merci de compléter l'article en donnant les références utiles à sa vérifiabilité et en les liant à la section « Notes et références ».
Pour les articles homonymes, voir Favre et Miville.
Paul Auguste Favre-Miville, plus connu sous le nom de Frère Paul, né le 17 avril 1939 à Vinzier en Haute-Savoie et mort fin avril ou début mai 1996 en Algérie, est l'un des sept moines de Tibhirine dont le destin inspira le film de Xavier Beauvois Des hommes et des dieux, sorti en 2010. Il est reconnu martyr, puis proclamé bienheureux le 8 décembre 2018.

## Biographie
Paul Favre-Miville est originaire de Bonnevaux (Haute-Savoie), village de moyenne montagne où son père est artisan forgeron et sa mère tient un café-tabac. Il a trois sœurs, et ils sont élevés dans une atmosphère simple et chrétienne. Paul Favre-Miville est membre de la JAC. Bon élève, il fait ses études au collège Jean-Jacques Rousseau de Thonon-les-Bains, mais il doit les interrompre après son brevet élémentaire pour aider son père à la forge. Il est appelé en 1959 à faire son service militaire en Algérie Il est élève de l' École militaire de Cherchell issu de la promotion 902 et choisit comme sous-lieutenant parachutiste une affectation au 8e RPIMa qui opère dans la région est, après avoir débarqué à Philippeville, dans une région  de djebels et de montagnes. Il laisse le souvenir d'un officier humble et discret. Il revient en 1961, à la fin de son service, dans la vallée d'Abondance aider son père et en s'établissant comme plombier-chauffagiste. C'est un homme doux et pieux, qui assiste fidèlement à la messe, doté aussi d'un certain sens de l'humour et d'une joie de vie discrète. Il fait partie de la chorale paroissiale, participe les étés aux pèlerinages de Lourdes organisés à la cité Saint-Pierre et fait même un pèlerinage en Terre sainte et un autre à Tamanrasset sur la tombe du Père de Foucauld. Il est également pompier bénévole pendant vingt ans à Bonnevaux et conseiller municipal du village de 1965 à 1984.
Trois ans après la mort de son père, Paul Favre-Miville décide d'entrer à l'âge de quarante-cinq ans à l'abbaye de Tamié, en Savoie, chez les cisterciens de la Stricte Observance. Après son noviciat, il répond à l'appel du P. de Chergé qui cherche à stabiliser la communauté de Notre-Dame de l'Atlas dont il est le prieur. Il s'y rend en 1989 et y prononce ses vœux de stabilité en 1991.
Frère Paul est le « bricoleur » de la communauté. Il est chargé de l'atelier de mécanique, aide le P. Christophe aux travaux du potager et de la coopérative agricole en lien avec quatre familles du village. Il met également en place le système hydraulique. En 1994, il passe un séjour en France en famille pour les quatre-vingts ans de sa mère, mais n'évoque pas l'intrusion des islamistes (dits « frères de la montagne » par le P. de Chergé) et personne n'est au courant de la tension que vit la communauté des moines trappistes.
Il passe quelques jours en mars 1996 à l'abbaye de Tamié, et il rend visite à sa famille. Il achète des pelles pour le monastère « pour creuser nos tombes » dit-il avec humour, et en profite pour acheter aussi des pousses de hêtres. Il atterrit le 26 mars à Alger, mais décide de ne pas passer la nuit à la maison diocésaine, à cause des troubles, et de rentrer directement par la route à Tibhirine. La nuit même, il est enlevé avec six autres de ses frères par un groupe se réclamant du GIA.
Leurs têtes sont retrouvées le 21 mai 1996 dans les environs de Médéa. Comme l'apôtre Paul dont il porte le nom, Frère Paul a été décapité après avoir semble-t-il reçu un impact de balle à la tête.

## Béatification
La procédure diocésaine en vue de la béatification des moines, ainsi que celle de douze autres religieux ou religieuses catholiques assassinés entre 1993 et 1996 au début des « années de plomb » (1993-2000) en Algérie, a été engagée en 2007 à Alger.
L'enquête diocésaine se clôture le 15 février 2013 et le dossier est envoyé à Rome pour y être étudié par la Congrégation pour les causes des saints. Le Saint-Siège reconnait leur mort in odium fidei (comme martyrs de la foi) en 2018. Ils sont proclamés bienheureux le 8 décembre 2018.

## Filmographie
- Des hommes et des dieux, film de Xavier Beauvois, 2010, avec Jean-Marie Frin dans le rôle de Paul Favre-Miville.